# Sistema de conducción eléctrica del corazón

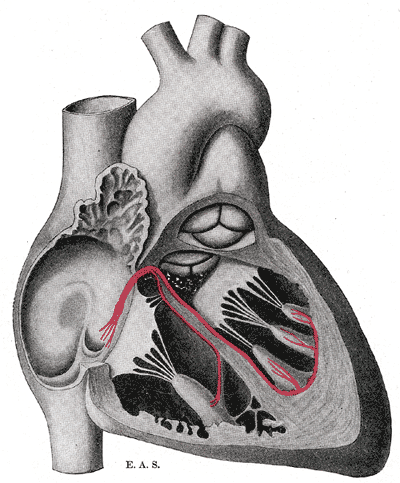

El sistema de conducción eléctrica del corazón permite que el impulso generado en el nodo sinusal (SA) sea propagado y estimule al miocardio (el músculo cardíaco), causando su contracción. Consiste en una estimulación coordinada del miocardio que permite la ejecución de los movimientos del corazón.

## Componentes y localización
El nódulo sinusal, también llamado sinoatrial (SA), de Keith y Flack o marcapasos del corazón, está ubicado en la parte posterosuperior de la aurícula derecha, en la entrada de la vena cava superior. Este nódulo tiene forma ovalada y mide aproximadamente 3.5 mm de longitud, y es el más grande de los marcapasos cardíacos. Está irrigado por la arteria del mismo nombre, que es una rama de la arteria coronaria derecha (60 %) o de la arteria circunfleja (40 %). Este nodo tiene una rica inervación simpática y parasimpática. Desde el nódulo sinusal, el impulso eléctrico se desplaza, diseminándose por las aurículas a través de las vías internodales, produciendo la despolarización auricular y su consecuente contracción. En adultos sanos, el nodo sinusal descarga a una velocidad de 60 impulsos por minuto, definiendo así el ritmo sinusal normal, que se traduce en contracciones por minuto.
La onda eléctrica llega luego al nódulo auriculoventricular (AV) o de Aschoff-Tawara, una estructura ovalada, un 40 % del tamaño del nódulo sinusal, ubicada en el lado izquierdo de la aurícula derecha, en el tabique interatrial, anterior al orificio del seno coronario y encima de la inserción de la lámina septal de la válvula tricúspide. En el 90 % de los casos, este nodo está irrigado por una rama de la arteria coronaria derecha. El nodo AV también tiene una rica inervación simpática y parasimpática. Aquí, la onda eléctrica sufre una pausa de aproximadamente 0.13 segundos.
El impulso cardíaco se disemina luego a través de un haz de fibras que es un puente entre el nódulo auriculoventricular y las ramas ventriculares, llamado haz de His, irrigado por ramas de la arteria coronaria derecha y la arteria descendente anterior (interventricular ant.). El haz de His se divide en 2 ramas: las ramas derecha e izquierda, y esta última se divide en el fascículo izquierdo anterior, el fascículo izquierdo posterior, y un fascículo medio o septal que es inconstante, desde donde el impulso eléctrico es distribuido a los ventrículos mediante una red de fibras que ocasionan la contracción ventricular llamadas fibras de Purkinje, desencadenando la contracción ventricular.
El sistema de conducción eléctrico ventricular es tetrafascicular. Se compone de la rama derecha del haz de his, y la rama izquierda del haz de his que a su vez de subdivide en: rama anterosuperior izquierdo, rama anteromedial izquierda y rama posteroinferior izquierda. Luego el impulso se dirige a la red Purkinje
Debido a la velocidad de conducción del sistema de Purkinje, es posible que el impulso cardíaco llegue a casi todas las porciones ventriculares en un intervalo de tiempo breve, excitando la primera fibra muscular ventricular 0.03 a 0.06 segundos antes de la excitación de la última. Como consecuencia de está sincronización, es posible que todas las porciones del músculo ventricular comiencen a contraerse simultáneamente y posteriormente, seguirse contrayendo durante otros 0.03 segundos aproximadamente.
En la mayor parte de los casos, las células que pertenecen al sistema de conducción del corazón están irrigadas por ramas de la arteria coronaria derecha, por lo que un trombo en esta arteria puede decirse que tiene un efecto negativo inmediato sobre la actividad cardíaca.
Las células miocárdicas son células musculares estriadas compuestas por filamentos de actina y miosina. Están rodeadas por una membrana llamada sarcolema, la cual en sus extremos se engruesa sirviendo de punto de unión de dos células miocárdicas. Estos puntos de unión se conocen por el nombre de discos intercalares, que tienen una baja impedancia eléctrica y, por lo tanto, una gran capacidad para la conducción del estímulo eléctrico de una célula miocárdica a otra.

## Fisiología
Con el fin de maximizar la eficacia de la contracción y del gasto cardíaco el sistema de conducción consiste en:
- Retraso sustancial entre los atrios y ventrículos. Ello permite que las aurículas tengan tiempo de vaciar completamente su contenido sanguíneo en los ventrículos. El que las aurículas y los ventrículos se contraigan simultáneamente inevitablemente causaría flujo retrógrado de sangre y un llenado ineficiente. Las aurículas están eléctricamente aisladas de los ventrículos, conectándose solo por la vía del nódulo auriculoventricular (AV), el cual retarda brevemente la señal.
- Contracción coordinada de las células ventriculares. Los ventrículos deben sacarle provecho completamente a la presión sistólica con el fin de forzar la sangre por la circulación, de modo que todas las células ventriculares deben trabajar conjuntamente. 
  - La contracción comienza en el ápice del corazón, progresando hacia arriba para expulsar la sangre a las grandes arterias.